# Sean McLoughlin
Sean Desmond McLoughlin (eigtl. Seán McLoughlin; * 13. November 1996 in Cork) ist ein irischer Fußballspieler, der bei Hull City unter Vertrag steht.

## Karriere
Sean McLoughlin begann seine Karriere in Irland bei den Springfield Ramblers. Ab 2013 spielte er zwei Jahre in den Jugendmannschaften von Cork City. Danach war er für die Fußballmannschaft des University College Cork aktiv. Im Jahr 2017 kehrte er zurück zu Cork City. In der Saison 2017 kam er einmal in einem Ligaspiel für die erste Mannschaft des Vereins zum Einsatz. Am Ende der Spielzeit wurde der Klub zum dritten Mal irischer Meister. In den beiden folgenden Spielzeiten kam der noch junge McLoughlin auf der Position des Innenverteidigers vermehrt zum Einsatz. In der Saison 2018 insgesamt 27-Mal und in der darauf folgenden ersten Halbserie der Saison 2019 20-Mal.
Im Juli 2019 wechselte Sean McLoughlin zum englischen Zweitligisten Hull City, der ihn kurz darauf für ein halbes Jahr zum FC St. Mirren nach Schottland verlieh. Im Januar 2020 kehrte er zurück zu Hull City.